# Guugu yimidhirr
Le guugu yimidhirr (parfois écrit guugu yimithirr ou guguyimidjir entre autres orthographes) est une langue aborigène d'Australie, parlée par le peuple éponyme dans l'extrême nord du Queensland. Elle appartient à la famille des langues pama-nyungan.
La langue est connue pour être à l'origine du mot « kangourou » (gangurru en guugu yimidhirr) et pour être la première langue aborigène à avoir été écrite.

## Nom
Le mot « guugu » signifie « langue », « yimi » signifie « cela » et « thirr » exprime la possession ; « guugu yimithirr » peut donc être traduit par « ayant cette langue ».
Il existe de nombreuses orthographes du nom de la langue : guguyimidjir (standard d'Ethnologue), gogo-yimidjir, gugu-yimidhirr, gugu yimithirr, guugu yimidhirr, gugu yimijir, kukuyimidir, koko imudji, koko yimidir, kuku jimidir, kuku yimithirr, et kuku yimidhirr.

## Histoire
En 1770, le guugu yimidhirr devient la première langue aborigène d'Australie à être écrite, lorsque James Cook, qui est alors lieutenant, en immortalise quelques mots avec son équipage pendant que le HMS Endeavour est en réparation après un échouement sur la grande barrière de corail. Joseph Banks écrit à propos de la langue : « [elle est] totalement différente de celle des peuples insulaires ; elle sonne plus comme de l'anglais dans sa rudesse sans pouvoir être qualifiée de rude pour autant ».
Parmi les mots répertoriés par Banks se trouvent le mot « dhigul » désignant le dasyurus (transcrit « je-quoll », d'où le mot anglais « quoll » pour désigner l'animal) ainsi que « kangooroo » ou « kanguru » (prononcé /ɡaŋuru/ en guugu yimidhirr), qui est devenu le terme international pour désigner l'animal.
Sydney Parkinson a établi un court lexique de la langue dans son journal publié à titre posthume.

## Caractéristiques linguistiques

### Phonologie
| Point d'articulation → Aperture ↓ | Antérieur | Central | Postérieur |
| --------------------------------- | --------- | ------- | ---------- |
| Fermée                            | i iː      |         | u uː       |
| Ouverte                           |           | ä äː    |            |

La voyelle courte /u/ peut devenir [ɯ], et la voyelle /ä/ non accentuée peut être réduite en [ə].
| Point d'articulation → Mode d'articulation ↓ | Bilabial | Dental | Alvéolaire | Rétroflexe | Palatal | Vélaire | Labio-vélaire |
| -------------------------------------------- | -------- | ------ | ---------- | ---------- | ------- | ------- | ------------- |
| Occlusif                                     | b        | d̪      | d          | ɖ          | ɟ       | g       |               |
| Nasal                                        | m        | n̪      | n          | ɳ          | ɲ       | ŋ       |               |
| Latéral                                      |          |        | l          |            |         |         |               |
| Roulé                                        |          |        | r          |            |         |         |               |
| Spirant                                      |          |        |            | ɻ          | j       |         | w             |

Les consonnes rétroflexes [ɖ ɳ] peuvent être la réalisation phonétique des clusters /ɻd ɻn/ mais sont conservées de manière phonémique chez certains locuteurs âgés.
La consonne roulée /r/ est souvent réalisée comme une consonne battue [ɾ], mais la réalisation [r] existe pour l'emphase.

### Phonotactique
Tous les mots, à l'exception de certaines interjections, commencent par une consonne autre que /l r ɻ/. Ils peuvent finir par /l r ɻ j n n̪/ ou n'importe quelle voyelle. Toutes les consonnes sont autorisées à l'intérieur des mots, ainsi que des clusters allant jusqu'à trois consonnes qui ne peuvent pas former le début ou la fin d'un mot.

### Grammaire
Comme beaucoup de langues aborigènes, les pronoms du guugu yimidhirr présentent une morphologie accusative tandis que les noms affichent une morphologie ergative (cas d'ergativité scindée). Concrètement, le sujet d'un verbe intransitif est marqué de la même manière que le sujet d'un verbe transitif si le sujet est un pronom, mais présente la forme d'un objet d'un verbe transitif dans tous les autres cas.
L'ordre des mots est SOV, mais d'autres ordres sont possibles.
La langue est remarquable pour son utilisation de directions cardinales plutôt que de directions égocentriques ; aussi son locuteur pointera plutôt le nord que sa droite, mais la « pureté » de ce système est sujette à débats.

## Distribution géographique
| \| Localisation sur la carte d'Australie · guugu yimidhirr \| Localisation sur la carte d'Australie guugu yimidhirr. |
| Localisation sur la carte d'Australie · guugu yimidhirr                                                              |

À l'origine, la tribu guugu yimidhirr s'étendait de la rivière Jeannie au nord (où elle entrait en contact avec des locuteurs du dialecte nyiguudji aujourd'hui éteint) à la Annan River (en) au sud (au-delà de laquelle se trouvaient les locuteurs de guugu yalandji (en) dont il reste environ 300 locuteurs aujourd'hui) ; à l'ouest se trouvaient des locuteurs de lamu-lamu (quasi-éteinte à ce jour) et de gugu warra (éteinte en 2003).
La ville moderne de Cooktown se situe en territoire guugu yimidhirr.

## Dialectes
Le guugu yimidhirr, à l'instar des autres langues locales, fut départagé entre de nombreux dialectes dont il ne reste aujourd'hui aucune trace, sauf en ce qui concerne le dialecte nyiguudji dont on sait qu'il a existé. On n'en distingue plus que deux dialectes vivants : le dhalundirr (« avec la mer ») qui est parlé sur la côte, et le waguurrga (« de l'extérieur ») qui est parlé plus à l'intérieur des terres.
Le dhalundirr fut utilisé par des missionnaires pour traduire des parties de la Bible, intégrant une subtilité religieuse à certains mots dont le waguurrga n'a pas hérité.

### Citation originale
1. ↑  Totally different from that of the Islanders; it sounded more like English in its degree of harshness tho it could not be calld [sic] harsh neither.